# Война в Персийския залив (1990 – 1991)
Вижте пояснителната страница за други значения на Война в Персийския залив.
Войната в Персийския залив е конфликт между Ирак и обединените (коалиционни) сили на 34 държави, водени от САЩ. Войната започва с иракската инвазия в Кувейт през август 1990 г. Резултатът от войната е убедителната победа на коалиционните сили, които изтласкват иракските сили от Кувейт на цената на минимални жертви. Главните битки по земя и въздух се водят на територията на Ирак, Кувейт и съседна Саудитска Арабия. Войната не обхваща други страни, въпреки че иракски ракети засягат израелски градове.

## Предистория на войната в Кувейт
Инвазията в Кувейт, известна също като войната в Ирак и Кувейт, е един сериозен конфликт между Република Ирак и държавата Кувейт. Изразява се в седеммесечната окупация на Кувейт, която впоследствие довежда до пряка военна намеса на САЩ. През 1990 г. Ирак обвинява Кувейт за кражба на иракския петрол и за добиване на количество по-голямо от позволеното. Според някои изследователи причините за иракския ход са няколко, включително неспособността на Ирак да изплати на Кувейт повече от 14 милиарда щатски долара, които са използвани за финансиране на ирано-иракската война и кувейтското свръхпроизводство на петрол, което води до спад на приходите за Ирак. От гледна точка на Ирак кувейтското правителство проявява агресия и всъщност това е икономическа война. Според Х. Шулер „американците трябва да оценят икономическото и психологическото значение, което имат петролните полета в Румайла за иракчаните, и защо експлоатацията им от Кувейт при високата производителност през 90-те години на ХХ век е в ущърб на иракчаните.“ Анализатори на Близкия Изток смятат, че Саддам Хюсеин използва петрола за прикритие на истинските си интереси – достъп до 320 km крайбрежна ивица на Персийския залив.
Инвазията започва на 2 август 1990 г. и в рамките на два дни интензивна борба, повечето от кувейтските въоръжени сили или са били превзети от иракската републиканска гвардия, или са избягали в съседна Саудитска Арабия и Бахрейн. След няколко дни Саддам Хюсеин обявява, че това е 19-ата провинция на Ирак.
Кувейт е близък съюзник на Ирак по време на войната между Ирак и Иран и функционира като основно пристанище на страната, след като Басра е затворена заради сраженията. Въпреки това след края на войната приятелските отношения между на двете съседни страни се обръщат в конфликтни поради икономически и дипломатически причини, чиято кулминация е иракската инвазия в Кувейт. Кувейт финансира осем години войната на Ирак срещу Иран. Страната осигурява голяма икономическа помощ на Ирак и това се дължи на враждебните ирански действия срещу нея. Иран многократно се насочва към кувейтските петролни танкери. През 1984 г. и 1988 г. Иран осъществява атаки срещу Кувейт. До момента, в който ирано-иракската война приключва, Ирак не изразява финансова позиция за изплащане на 14 милиарда долара заем от Кувейт за финансиране на войната, дори иска от Кувейт да опрости дълга. Ирак твърди, че войната е възпрепятствана от възхода на персийското влияние в арабския свят. Въпреки това нежеланието на Кувейт да опрости дълга създава напрежение в отношенията между двете арабски страни. В края на 1989 г. са проведени няколко официални срещи между кувейтския и иракския лидери, но те не са в състояние да прекъснат застоя в отношенията между двете държави. През 1988 г. в Ирак Исам Ал-Чалаби (тогава петролен министър) говори за едно по-нататъшно намаляване на квотата на петролното добиване на членовете на ОПЕК. Той твърди, че високите цени на петрола ще помогнат на Ирак да увеличи приходите си и да изплати дълга си. Кувейт е по-малко засегнат от цените на суровия петрол и през 1989 г. иска ОПЕК да увеличи общия таван на страната за производство на петрол с 50%. През 1980-те, Кувейт добива значително количество петрол над определената от ОПЕК квота, което предотвратява покачването на цените на петрола. Липсата на консенсус сред членовете на ОПЕК подкопава усилията на Ирак да възстанови икономиката си. Според бившия иракски външен министър Тарик Азиз „всеки един американски долар спад в цената на барел петрол, причинява един милиард американски долари спад в годишните приходи на Ирак, което задейства една остра финансова криза в Багдад“. Между 1985 г. и 1989 г. Ирак губи по 14 милиарда долара годишно заради стратегията на Кувейт за цената на петрола. Кувейт отказва да намали производството си на петрол и това действие Ирак разглежда като акт на агресия срещу него. Все по-напрегнатите отношения между Ирак и Кувейт се задълбочават още повече, когато Ирак твърди, че Кувейт добива петрол в областта на Ирак в Румайла. Спорът над областта Румайла започва през 1960 г., когато декларация на Арабската лига бележи границата между Ирак и Кувейт на 2 мили северно от най-южния връх на областта Румайла. Обикновено при общи петролни полета между различни държави съществуват споразумения за експлоатирането на ресурсите. В повечето такива случаи участниците си разделят разходите за производството и приходите, като парите са право пропорционални на процентите на собствеността. Ирак и Кувейт нямат такова споразумение – двете страни се стремят да добият колкото се може повече петрол, много над определените от ОПЕК квоти. Една трета от петролните кладенци на Ирак се намират в Румайла. По време на ирано-иракската война, иракските операции за добив на петрол намаляват, докато тези на Кувейт се увеличават. През 1989 г. Ирак обвинява Кувейт за използването на усъвършенствани техники за сондиране, които могат да добиват повече петрол от областта Румайла. Според Ирак Кувейт е откраднал иракски петрол на стойност 24 милиарда долара и иска обезщетение. Кувейт съответно отхвърля обвиненията и ги определя като фалшива иракска маневра за оправдаване на военните действия срещу него. На 25 юли 1990 г., само няколко дни преди иракската инвазия, ОПЕК заявява, че Кувейт и Обединените арабски емирства се съгласяват на предложението за ограничаване на дневната производителност на петрол до 1,5 млн. барела, като по този начин следва потенциално преодоляване на различията върху петролната политика между Кувейт и Ирак. По това време повече от 100 000 иракски войници са разположени по границата на Ирак.

### Иракско-американски отношения
На 25 юли 1990 посланикът на САЩ в Ирак се среща със Саддам Хюсеин и иска обяснение за разположените войски по границата с Кувейт, обяснява също, че отношенията между двете страни е препоръчително да останат приятелски; заявява, че Америка няма становище за арабско-арабски конфликти. Ейприл Гласпи заявява също, че „САЩ нямат намерение да започват икономическа война с Ирак“, това Саддам Хюсеин възприема като дипломатическа зелена улица за инвазия в Кувейт. По-късно на въпрос на британски журналисти „Защо са постъпили така?“ американката отговаря: „Не смятахме, че ще стигне толкова далеч“. Според САЩ Ирак само искал да наложи натиск, за да му се опрости дълга.

## Инвазията
На 2 август 1990 г. Ирак започва инвазията в Кувейт с четири елитни иракски дивизии на Републиканската гвардия, включително и иракската армия. Основната цел на командосите, разположени на хеликоптери и лодки, е да нападнат столицата на Кувейт, докато други части превземат летищата и двете авиационни бази. В подкрепа на тези звена иракската армия изпраща 2 ескадрили хеликоптери, чиято най-важна мисия е транспортиране и подкрепа на иракските командоси в столицата, и впоследствие да подкрепи сухопътните войски. Въпреки че Ирак разполага войските си по границата месец преди нападението, кувейтските въоръжени сили не са в бойна готовност. Първата индикация е от радар, който отчита движение на иракската армия на юг. Въоръжените сили на Кувейт се противопоставят, но са със значително по-малка численост.
Част от военноморските сили са могли да избегнат залавяне и унищожаване, а 20% от ВВС са изгубени. Въздушната битка с иракските хеликоптери се е водила над столицата, нанасяйки тежки загуби на иракските елитни войски. Останалите 80% са били евакуирани в Саудитска Арабия и Бахрейн.
Отново на 2 август 1990 Ирак обявява Кувейт за своя 19-а провинция. Според американския президент Джордж Х. У. Буш Ирак възнамерява да нападне Саудитска Арабия и така да вземе контрола над световните запаси на петрол в свои ръце. Организира се международна коалиция срещу окупацията на Кувейт, която цели да върне статута му на суверенна държава и да предотврати появата на световен конфликт. Съветът за сигурност на ООН издава резолюция, с която налага икономически санкции на Ирак. В края на първия ден от инвазията, само малки части на съпротивата са останали в страната. До 3 август последните военни части отчаяно се опитват да забавят действията на иракската армия и да защитят възможно най-много обекти в страната си. Въздушна база Али ал-Салим на ВВС на Кувейт е единствената база, все още непревзета на 3 август. На свечеряване обаче Али ал-Салим е окупирана от иракските сили. Оттогава е само въпрос на време, докато всички военни звена бъдат принудени да се оттеглят или да бъдат унищожени.
Последните няколко кувейтски резервни части на 35-а механизирана бригада воюват до следобеда на 4 август, останали без боеприпаси и гориво, те са принудени да се изтеглят обратно в Саудитска Арабия. Така на практика приключва военната съпротива срещу иракската инвазия.

## Операция „Пустинна буря“
В резултат на неспазените условия, определени с резолюция от Съвета за сигурност на ООН за изтегляне на иракските войски от кувейтската територия, на 17 януари 1991 започва операция „Пустинна буря“. В нея вземат участие 230 000 американски военнослужещи. Армията на международните сили е разделена на две – едната част е разположена на западната граница на Кувейт, а втората – на южната. Основната атака е бързо движение на частите от Франция, САЩ и Великобритания от запад, което има за цел да прекрати връзките между иракските войски в Кувейт и техните бази в Ирак. През това време Саддам Хюсеин разполага голям брой войници и техника в Кувейт. Тези действия предизвикват изпращането на още 200 000 американски войници в Саудитска Арабия. По нареждане на президента Буш е извършена една от най-масираните бомбардировки в историята, като целите са военни обекти в Ирак и Кувейт. Започва същинската война – коалиционните сили успяват да изтласкат иракската войска извън столицата само за 4 дни. Армията на Саддам Хюсеин е победена и принудена да се изтегли, тогава запалва над 700 петролни кладенци в северните части на Кувейт и така предизвиква една от най-страшните природни катастрофи на ХХ век. На 100-тния час след началото на войната президентът Буш обявява примирие и на 6 април 1991 г. е сключен мир.

## Резултат
В операция „Пустинна буря“ както е официалното име на акцията, участват малко над 532 000 американски войници. По време на бойните действия загиват 292 от тях, а 467 са ранени. Повече от 600 кувейтски кладенци петрол са подпалени от иракските сили, причинявайки значителни екологични и икономически щети в Кувейт. Петролните пожари са причинени от победената и принудена да се изтегли иракска армия. В изгнание е кувейтското кралското семейство и други бивши държавни служители. Започва международна кампания за убеждаване на други страни да окажат натиск върху Ирак, за да освободи Кувейт. Съветът за сигурност на ООН приема 12 резолюции, изискващи незабавно изтегляне на иракските сили от Кувейт, но без резултат. По време на седеммесечната иракска окупация, силите на Саддам Хюсеин разграбват огромното богатство на Кувейт, има и съобщения за нарушения на човешките права. Според някои независими организации около 600 кувейтски граждани са отвлечени в Ирак. Проучване от 2005 г. разкрива, че иракската окупация има дългосрочно неблагоприятно въздействие върху здравето на кувейтското население.